# بيتر بولز
بيتر بولز (بالإنجليزية: Peter Bowles)‏ هو ممثل بريطاني، ولد في 16 أكتوبر 1936 بلندن في المملكة المتحدة.

## أعمال

### أفلام
- (2007)  الحلاق الشيطاني لشارع فليت[7]
- (2008) المهمة المصرفية[8]

## وصلات خارجية
- بيتر بولز على موقع IMDb (الإنجليزية)
- بيتر بولز على موقع ألو سيني (الفرنسية)
- بيتر بولز على موقع ميوزك برينز (الإنجليزية)
- بيتر بولز على موقع تيرنر كلاسيك موفيز (الإنجليزية)
- بيتر بولز على موقع أول موفي (الإنجليزية)
- بيتر بولز على موقع قاعدة بيانات برودواي على الإنترنت (الإنجليزية)
- بيتر بولز على موقع قاعدة بيانات الأفلام السويدية (السويدية)
- بيتر بولز على موقع إن إن دي بي (الإنجليزية)
- بيتر بولز على موقع ديسكوغز (الإنجليزية)
- بيتر بولز على موقع قاعدة بيانات الفيلم (الإنجليزية)